# Meiogyne cylindrocarpa
Meiogyne cylindrocarpa là loài thực vật có hoa thuộc họ Na. Loài này được (Burck) Heusden mô tả khoa học đầu tiên năm 1994.